# Пјан Кастања (Алесандрија)
Пјан Кастања је насеље у Италији у округу Алесандрија, региону Пијемонт.
Према процени из 2011. у насељу је живело 29 становника. Насеље се налази на надморској висини од 731 м.